# Discografia di Kool Savas
Questa pagina contiene l'intera discografia di Kool Savas.

## Album in studio
| Anno | Titolo                      | Posizione massima | Posizione massima | Posizione massima | Nota              |
| Anno | Titolo                      | GER               | AT                | CH                | Nota              |
| ---- | --------------------------- | ----------------- | ----------------- | ----------------- | ----------------- |
| 2002 | Der beste Tag meines Lebens | 6                 | -                 | 63                | vendite: +100.000 |
| 2007 | Tot oder lebendig           | 10                | 51                | 13                | vendite: +50.000  |
| 2011 | Aura                        | 1                 | 6                 | 1                 | vendite: +100.000 |

## Altri album
| Anno | Titolo                       | Artista | Posizione massima | Posizione massima | Posizione massima | Osservazioni                                        |
| Anno | Titolo                       | Artista | GER               | AT                | CH                | Osservazioni                                        |
| ---- | ---------------------------- | --- | ----------------- | ----------------- | ----------------- | --------------------------------------------------- |
| 1997 | Hoes, Flows, Moneytoes       | Westberlin Maskulin (Kool Savas & Taktloss)                                                                       | -                 | -                 | -                 | Album in collaborazione                             |
| 1999 | LMS                          | Kool Savas | -                 | -                 | -                 | EP                                                  |
| 2000 | Warum Rappst Du?             | Kool Savas | -                 | -                 | -                 | EP                                                  |
| 2000 | Battlekings                  | Westberlin Maskulin (Kool Savas & Taktloss)                                                                       | -                 | -                 | -                 | Album in collaborazione                             |
| 2001 | Haus & Boot                  | Kool Savas | 53                | -                 | -                 | EP                                                  |
| 2001 | N.L.P.                       | M.O.R. (Kool Savas, Justus Jonas, Melbeatz, Fuat, Illo, Ronald Mack Donnald, FuManShu, Martin Bütow & Jack Orsen) | 65                | -                 | -                 | Compilation                                         |
| 2002 | Optik Mixtape Volume 1       | Kool Savas & Optik Army                                                                                           | -                 | -                 | -                 | Mixtape                                             |
| 2003 | Nur noch 24 Stunden          | Freunde der Sonne (Kool Savas, Katch, Illmat!c & DJ Release)                                                      | 86                | -                 | -                 | Compilation                                         |
| 2004 | Die besten Tage sind gezählt | Kool Savas | 12                | -                 | -                 | Remix-Doppio album di "Der beste Tag meines Lebens" |
| 2004 | Kool Savas goes Hollywood    | Kool Savas | -                 | -                 | -                 | Mixtape                                             |
| 2005 | One                          | Kool Savas & Azad                                                                                                 | 5                 | 32                | 33                | Album in collaborazione vendite: +95.000            |
| 2005 | Die John Bello Story         | Kool Savas | 17                | -                 | 44                | Mixtape vendite: +60.000                            |
| 2006 | Wer Hatz Erfunden            | Kool Savas | -                 | -                 | -                 | Mixtape                                             |
| 2006 | Optik Takeover               | Kool Savas & Optik Army                                                                                           | 8                 | 40                | 39                | Compilation vendite: +40.000                        |
| 2007 | The Best of                  | Kool Savas | 34                | 51                | 29                | Raccolte                                            |
| 2008 | John Bello Story II          | Kool Savas | 10                | 45                | 13                | Mixtape vendite: +40.000                            |
| 2009 | New Russian Standard         | Kool Savas | -                 | -                 | -                 | Mixtape                                             |
| 2009 | Was hat S.A.V. da vor?       | Kool Savas | -                 | -                 | -                 | EP                                                  |
| 2010 | John Bello Story III         | Kool Savas | 4                 | 10                | 7                 | Mixtape                                             |
| 2012 | Gespaltene Persönlichkeit    | Xavas (Kool Savas & Xavier Naidoo)                                                                                | 1                 | 3                 | 1                 | Album in collaborazione vendite: +200.000           |

## Singoli
| Anno | Titolo                                                       | Classifica singoli | Classifica singoli | Classifica singoli |
| Anno | Titolo                                                       | GER                | AT                 | CH                 |
| ---- | ------------------------------------------------------------ | ------------------ | ------------------ | ------------------ |
| 2001 | Haus + Boot                                                  | 53                 | -                  | -                  |
| 2002 | Till' ab Joe                                                 | 35                 | -                  | -                  |
| 2003 | Optik Anthem (feat. Eko Fresh)                               | 48                 | -                  | -                  |
| 2003 | Der beste Tag meines Lebens (feat. Valezka)                  | 45                 | -                  | -                  |
| 2004 | Die besten Tage sind gezählt (feat. Lumidee)                 | 32                 | -                  | -                  |
| 2004 | Da bin, da bleib                                             | 47                 | -                  | 91                 |
| 2005 | Das Urteil                                                   | -                  | -                  | -                  |
| 2005 | Monstershit (con Azad])                                      | 29                 | -                  | -                  |
| 2005 | All 4 One (con Azad)                                         | 4                  | 24                 | 85                 |
| 2005 | Guck My Man (con Azad)                                       | 27                 | -                  | -                  |
| 2006 | Das ist O.R. (con Optik Army)                                | 28                 | -                  | -                  |
| 2006 | Komm mit mir (con Optik Army)                                | 26                 | 65                 | -                  |
| 2007 | Tot oder lebendig                                            | 67                 | -                  | -                  |
| 2008 | Melodie (feat. Senna & Moe Mitchell)                         | 68                 | -                  | -                  |
| 2008 | On Top (feat. Azad)                                          | 78                 | -                  | -                  |
| 2008 | Krone (feat. Franky Kubrick, Amaris & Moe Mitchell)          | -                  | -                  | -                  |
| 2010 | Immer wenn ich Rhyme (feat. Olli Banjo, Azad & Moe Mitchell) | -                  | -                  | -                  |
| 2010 | Techno Pilot (feat. Olli Banjo)                              | -                  | -                  | -                  |
| 2010 | Sky is the Limit (feat. Moe Mitchell)                        | -                  | -                  | -                  |
| 2011 | Aura                                                         | 14                 | 33                 | 13                 |
| 2012 | Und dann kam Essah                                           | -                  | -                  | 57                 |
| 2012 | Ich schau nicht mehr zurück (con Xavier Naidoo)              | 2                  | 16                 | 3                  |
| 2012 | Lass nicht los (con Xavier Naidoo)                           | -                  | 45                 | -                  |
| 2012 | Die Zukunft trägt meinen Namen (con Xavier Naidoo)           | -                  | 47                 | -                  |
| 2012 | Wenn es Nacht ist (con Xavier Naidoo)                        | -                  | 52                 | -                  |
| 2012 | Wage es zu glauben (con Xavier Naidoo)                       | 34                 | 45                 | 37                 |

## Dissing
- 1999: Comeback / Ihr müsst noch üben (con S.T.F.) (Diss verso Dr. Renz) ---> (Freetrack)
- 2000: Track gegen Peter (Diss verso Peter Sreckovic) ---> (Freetrack)
- 2003: Renexekution (con Eko Fresh) (Diss verso MC Rene) ---> (Freetrack)
- 2005: Das Urteil (Diss verso Eko Fresh) ---> (Freetrack)
- 2005: Dicker als Wasser (feat. Sinān & Dimi) (Diss verso Eko Fresh) ---> (Freetrack)

## Altre pubblicazioni
- 1995: Me vs. my pen (Cheeba Garden feat. Juks) ---> Alea Lacta Est (Album)
- 1996: UHB Radio (Eligh feat. Murs, The Grouch & Kool Savas)) ---> As they pass (Album)
- 1998: B-Stadt (FuManSchu, Contra, Fuat, Kool Savas & SMC) ---> Berlin No.1 Vol.1 (Streettape Album)
- 1998: Der letzte tighte Nigger, Kilu... & Sex & Geld (Remix) (Taktloss feat. Kool Savas)) ---> (Brp 1 - BattleReimPriorität 1 (Album)
- 1999: Styles 'n' skills brutal (Dejavue feat. Kool Savas) ---> Debut (EP)
- 1999: Du bitest (FuManSchu feat. Kool Savas) ---> Niedere Motive (Album)
- 1999: Erfinder (Justus Jonas feat. Kool Savas & FuManSchu) ---> Neue Wahrheit (Album)
- 1999: Zeichentrick (Justus Jonas feat. Kool Savas) ---> Neue Wahrheit (Album)
- 1999: Ihr müsst noch üben (S.T.F. feat. Kool Savas) ---> Comeback/Ihr müsst noch üben (Album)
- 1999: Die Freundschaft (Taktloss feat. Kool Savas) ---> Brp 2 BattleReimPriorität 2 (Album)
- 1999: Guck auf die Uhr (Taktloss feat. Kool Savas) ---> Brp 2 BattleReimPriorität 2 (Album)
- 1999: Jesus (Taktloss feat. Kool Savas & Martin B) ---> Brp 2 BattleReimPriorität 2 (Album)
- 1999: Krematorium (Taktloss feat. Kool Savas) ---> Brp 2 BattleReimPriorität 2 (Album)
- 2000: Fehdehandschuh (Creutzfeld & Jakob feat. Kool Savas) ---> Gottes Werk und Creutzfelds Beitrag (Album)
- 2000: Überdosis (Italo Reno & Germany feat. Kool Savas, S.T.F. & D.C.S.) ---> Flashpunks (Album)
- 2000: King Of Rap (Plattenpapzt feat. Kool Savas) ---> Full House (Album)
- 2000: Banana (Roey Marquis feat. Azad & Kool Savas) ---> Ming (Album)
- 2000: Kettenreaktion (Shadow feat. Kool Savas) ---> Überfluss  (Album)
- 2000: Mittel zum Zweck (Shadow feat. Kool Savas) ---> Überfluss  (Album)
- 2000: Kalimba (Taktloss feat. Kool Savas & Ronald Mack Donald) ---> Brp 3 BattleReimPriorität 3 (Album)
- 2000: W.B. (Taktloss feat. Justus Jonas & Kool Savas) ---> Brp 3 BattleReimPriorität 3 (Album)
- 2001: Therapie (Azad feat. Kool Savas) ---> Leben (Album)
- 2001: Das Gegenmittel (Curse feat. Kool Savas) ---> Von Innen nach Außen (Album)
- 2001: Neongelb (Kool Savas) ---> Macht Negabass (Album)
- 2001: Ein Rhyme (Eko Fresh feat. Kool Savas & Martin B) ---> Jetzt kommen wir auf die Sachen (EP)
- 2001: Drück auf Play (Eko Fresh feat. Kool Savas) ---> Jetzt kommen wir auf die Sachen (EP)
- 2001: Gunshot Buzz Up (Kool Savas & Demo Delgado) ---> Germaican Link Up! Dancehall trifft deutschen Hip Hop (Album)
- 2001: That Smut 2 (Smut Peddlers feat. Kool Savas) ---> That Smut Part 2 (Singolo)
- 2002: Weg zum Ziel (Kool Savas & Cassandra Steen) ---> Rap Art War (Album)
- 2002: Tiefschlag (Kool Savas, Eko Fresh & Valezka) ---> Rap Art War (Album)
- 2002: Danke (Plattenpapzt feat. Kool Savas & Shawn Geil) ---> Dreamteam (Album)
- 2002: Es reicht (Prinz Pi feat. Kool Savas, S.M.X. & Kid Kobra) ---> Picknick (EP)
- 2002: Aufdrehn (Roey Marquis feat. Kool Savas, Jonesmann & Eko Fresh) ---> Herzessenz (Album)
- 2002: Keiner außer uns (feat. Eko Fresh) ---> Überoptik Tour 2002 (Album)
- 2003: I Crashin' a Party (Lumidee feat. Kool Savas) ---> Almost Famous (Album)
- 2003: #1 (Azad feat. Kool Savas) ---> Faust des Nordwestens (Album)
- 2003: Nichts hält mich (Cassandra Steen feat. Azad & Kool Savas) ---> Seele mit Herz (Album)
- 2003: Koalition (Charnell feat. Kool Savas, Ercandize & Mic Wrecka) ---> Übernahme (Album)
- 2003: Holition (Charnell feat. Kool Savas, Mic Wrecka, Amar & Jasha) ---> Übernahme (Album)
- 2003: Wie N (Kool Savas & Eko Fresh) ---> Optische Elemente (Album)
- 2003: Noch lange nicht dre (Kool Savas & Eko Fresh) ---> Optische Elemente (Album)
- 2003: Alle in einem (RMX) (Kool Savas & Eko Fresh) ---> Optische Elemente (Album)
- 2003: Changes (Kool Savas, Eko Fresh & Valezka) ---> Optische Elemente (Album)
- 2003: Harlem Globetrotters (Kool Savas & Eko Fresh) ---> Juice Vol. 33 (Album)
- 2003: König von Deutschland "Remix" (Eko Fresh feat. Kool Savas & Valezka) ---> König von Deutschland (Singolo)
- 2003: Intro Remix (Kool Savas & Ercandize) ---> Optische Elemente Vol. 2 (Album)
- 2003: Halt (Kool Savas, Eko Fresh & Ercandize) ---> Optische Elemente Vol. 2 (Album)
- 2003: Sieh (Kool Savas & Ercandize) ---> Optische Elemente Vol. 2 (Album)
- 2003: Talk Talk Talk (Kool Savas & Ercandize) ---> Optische Elemente Vol. 2 (Album)
- 2003: Top Spitter (Kool Savas, Ercandize, Charnell & Mic Wreka) ---> PX Records - Mixtape Vol. 2 (Mixtape)
- 2003: Deutschland Pt. 2 (Olli Banjo feat. Kool Savas & Italo Reno) ---> Deutschland (Singolo)
- 2004: Strictly Business (Kool Savas, Tierstar & Autodidakt) ---> Goodfellas Mixtape Vol. 1 (Album)
- 2004: Bitch! Wo ist mein Geld? (Italo Reno & Germany feat. Kool Savas) ---> Hart aber herzlich (Album)
- 2004: Tanz für mich (Italo Reno & Germany feat. Kool Savas, Olli Banjo & Samir) ---> Hart aber herzlich (Album)
- 2004: UhBabyDuuu (Italo Reno & Germany feat. Kool Savas & Curse) ---> Hart aber herzlich (Album)
- 2004: Die Zigarette danach (Outro) (Italo Reno & Germany feat. Kool Savas & Curse) ---> Hart aber herzlich (Album)
- 2004: Boom Boom (Caput feat. Kool Savas & SD) ---> Sieben (EP)
- 2004: Der King is Back (Intro) (Kool Savas) ---> Mixed News Vol. 1 (Mix CD)
- 2004: Cocktails (Ercandize feat. Kool Savas & Smexer) ---> Best Of Ercandize (Album)
- 2004: Cüüüüs (Ercandize feat. Kool Savas & Amar) ---> Best Of Ercandize (Album)
- 2004: Beste Tag (Intro Remix) (Ercandize feat. Kool Savas) ---> Best Of Ercandize (Album)
- 2004: Real M...G's (Ercandize feat. Kool Savas) ---> Best Of Ercandize (Album)
- 2004: Tech? No! (Ercandize feat. Kool Savas) ---> Best Of Ercandize (Album)
- 2004: Was jetzt? (Ercandize feat. Kool Savas, Kid Cobra & Separate) ---> Best Of Ercandize (Album)
- 2004: Was sie wollen (Ercandize feat. Kool Savas, SD & Amar) ---> Best Of Ercandize (Album)
- 2004: In the Trunk (Ercandize feat. Kool Savas) ---> Best Of Ercandize (Album)
- 2004: Supermodel (Ercandize feat. Kool Savas) ---> Wilkommen im Dschungel (EP)
- 2004: Willkommen im Dschungel RMX (Ercandize feat. Kool Savas) ---> Wilkommen im Dschungel (EP)
- 2004: Küsersin (Fuat & Killa Hakan feat. Kool Savas & Ayaz Kapli) ---> Rapüstad (Album)
- 2004: Brechen das Schweigen (Illmat!c feat. Kool Savas) ---> Officillz Bootleg (Album)
- 2004: The Greatest (Illmat!c feat. Kool Savas & Ercandize & Amar) ---> Officillz Bootleg (Album)
- 2004: Wenn ihr meint (Illmat!c feat. Kool Savas & J-Luv) ---> Officillz Bootleg (Album)
- 2004: Dreckig & Tight (J-Luv feat. Kool Savas & Cutty) ---> Kontraste (Album)
- 2004: Oh My God (Kool Savas, Tony Sunshine & Remy Ma) ---> Ear 2 the Street Vol. 2 (Album)
- 2004: Kuck mal (Kool Savas & Ercandize) ---> Ear 2 the Street Vol. 2 (Album)
- 2004: R&B-Player (Kool Savas, & Ercandize) ---> Ear 2 the Street Vol. 2 (Album)
- 2004: Brennende Zeilen (Ercandize feat. Kool Savas, Azad, Chacker & Jeyz) ---> Ear 2 the Street Vol. 2 (Album)
- 2004: Zurück RMX (Kool Savas) ---> Ear 2 the Street Vol. 2 (Album)
- 2004: Sie ist eine Hure (Kool Savas) ---> Ear 2 the Street Vol. 2 (Album)
- 2004: Ey yo DJ (Kool Savas) ---> Ear 2 the Street Vol. 2 (Album)
- 2004: Intro (Kool Savas) ---> Under Siege (Album)
- 2004: Bis wir gehen (Kurtmasta Kurt feat. Kool Savas & Caput) ---> Redneck Olympics (Album)
- 2004: Game in Brand Remix (Megaloh feat. Kool Savas & Diablow) ---> #1 Draft Pick (MixTape)
- 2004: Session @ Desues (Megaloh feat. Kool Savas & Kurupt) ---> #1 Draft Pick (MixTape)
- 2004: Killa (Kool Savas, Amar, SD, Ercandize & Caput) ---> Rappers Delight (Album)
- 2004: Strugglin (Moses Pelham feat. Kool Savas & Illmat!c) ---> Geteiltes Leid 2 (Album)
- 2004: Selbstmord (Olli Banjo feat. Kool Savas) ---> Sparring (Album)
- 2004: Zurück in die Kindheit (Separate & Prinz Pi feat. Kool Savas) ---> 1. Liga (Album)
- 2004: Tat Tag (SD feat. Kool Savas) ---> Dirrrty (EP)
- 2004: Ich wär gern dein Freund (Separate feat. Kool Savas) ---> Black Book Tape (EP)
- 2004: King Size (Bligg feat. Kool Savas) ---> Odyssey (Album)
- 2005: Kein Grund (Bligg feat. Kool Savas) ---> Okeydokey (MixTape)
- 2005: Akte X (Caput feat. Kool Savas & Kanious) ---> Die Caputte Sicht (MixTape)
- 2005: Alles oder nichts (Caput feat. Kool Savas) ---> Die Caputte Sicht (MixTape)
- 2005: Erinnerung (Caput feat. Kool Savas) ---> Die Caputte Sicht (MixTape)
- 2005: Ihr seid nicht ready (Caput feat. Kool Savas) ---> Die Caputte Sicht (MixTape)
- 2005: Nicht normal (Caput feat. Kool Savas) ---> Die Caputte Sicht (MixTape)
- 2005: Robin Hood (Caput feat. Kool Savas) ---> Die Caputte Sicht (MixTape)
- 2005: Musik (J-Luv feat. Kool Savas) ---> Threeshot (Album)
- 2005: 32 Bars (Kool Savas & Ercandize) ---> So much more (Album)
- 2005: Intro (Kool Savas) ---> Optische Elemente 2.5 (Album)
- 2005: Ende Gelände (Kool Savas) ---> Optische Elemente 2.5 (Album)
- 2005: Wieso (Kool Savas) ---> Optische Elemente 2.5 (Album)
- 2005: Optik 4 Live (Kool Savas, Amar, Caput & Ercandize) ---> Optische Elemente 2.5 (Album)
- 2005: Das King Team (Kool Savas, Ercandize, Caput & Amar) ---> 2 Be-Club Compilation (Album)
- 2005: Life goes on (Kool Savas, Caput, Amar & Shenol) ---> Maxim Memorial Sampler (Album)
- 2005: Major Business (Kool Savas) ---> Major Business (Album)
- 2005: Alles was ihr braucht (MC Bogy feat. Kool Savas & Moe Mitchell) ---> Geballte Atzen Power (Album)
- 2005: Terrorist (Kool Savas & Ercandize) ---> Unser Block (Album)
- 2005: Oh, oh, oh.. (Sucuk Ufuk feat. Kool Savas & Kaas) ---> Udolf H. Ein Türke zum Liebhaben (Album)
- 2006: So hot (Kool Savas, Moe Mitchell & Cory Gunz) ---> Serious Connexion (Album)
- 2006: 2 Kings und 1 Prinz (Dezmond Dez feat. Kool Savas & Stress) ---> Haitian Voodoo (MixTape)
- 2006: Am Arsch (Ercandize feat. Kool Savas, Moe & Laki) ---> La Haine - Sie nannten ihn Mücke (Album)
- 2006: Sie nannten ihn Mücke (Ercandize feat. Kool Savas & Short) ---> La Haine - Sie nannten ihn Mücke (Album)
- 2006: Mein Moneyfest (Franky Kubrick feat. Kool Savas) ---> Mein Moneyfest (Album)
- 2006: 10 Gebote (Kool Savas feat. Moses Pelham, Casar, Germany, Real Jay, IZ, Ercandize & Lil Peezy) ---> Officillz Bootleg 2 (Album)
- 2006: Back (Kool Savas feat. Franziska) ---> Officillz Bootleg 2 (Album)
- 2006: Four Rooms (Kool Savas feat. Snaga & Pillath) ---> Officillz Bootleg 2 (Album)
- 2006: Ich und du (Kool Savas feat. Cassandra Steen) ---> Officillz Bootleg 2 (Album)
- 2006: Offiziell im Gebäude (Kool Savas feat. Ali) ---> Officillz Bootleg 2 (Album)
- 2006: Brennende Zeilen (Remix) (Jeyz feat. Azad, Chaker, Ercandize & Kool Savas) ---> Chronologie Part 2  (MixTape)
- 2006: Am Sack (Kool Savas) ---> In Jones we trust (Album)
- 2006: BanditsXclusive (Kool Savas) ---> Bandits The Mixtape (MixTape)
- 2006: Ich in die 1 (Kool Savas) ---> (Freetrack)
- 2006: Snipes Store Exclusive (Kool Savas, Caput, Amar, Ercandize & Moe Mitchell) ---> Snipes Store Exclusive (Album)
- 2006: Nicht so (Kool Savas & Ercandize) ---> Birth of Kool (Album)
- 2006: Let them things go (Kool Savas & Remy Ma) ---> Terror Era (Album)
- 2006: Oh my god Remix (Kool Savas & Ercandize) ---> Terror Era (Album)
- 2006: Wie soll's mit euch weitergehen (Rob Easy feat. Kool Savas & Ercandize) ---> Zwischen S-Bahn und S-Klasse (MixTape)
- 2008: Gigant (Bandit (Rapper) feat. Kool Savas) ---> Dr letscht wos git (Album)
- 2009: Futurama Rmx (feat. S.A.S., Ceza, Curse, Greis, Havoc, KazMoney & Azad) ---> (Freetrack)
- 2009: Invinczible (Vincz Lee feat. Stress, Kool Savas & Griot) ---> The Invinczible (Album)
- 2009: Was andares (Azad feat. Kool Savas) ---> Assassin (Album)
- 2009: tba (Azad feat. Kool Savas) ---> Azphalt Inferno (MixTape)
- 2009: Abturn (Vega feat. Kool Savas, Ercandize & Moe Mitchel) ---> Lieber bleib ich Broke (Album)
- 2009: Es fließt in meinem Blut (Kool Savas feat. Morlockk Dilemma & Mo Trip) ---> (Freetrack)
- 2009: Strassenrap ist sexuell erregt dank Kool Savas (Kaas feat. Kool Savas) ---> Amokzahltag :D (Album)
- 2010: Sky is the Limit (feat. Moe Mitchell) ---> (Freetrack)
- 2010: Futurama Remix (Azad feat. Kool Savas, Havoc & Moe Mitchell) ---> Azphalt Inferno 2 (MixTape)
- 2010: Fly Away (Azad feat. Kool Savas & Francisco) ---> Azphalt Inferno 2 (MixTape)
- 2010: Schritte vor der Tür (Olli Banjo feat. Kool Savas) ---> Kopfdisco (Album)
- 2010: Fassade (Sinan feat. Kool Savas & Moe Mitchell) ---> Ein Arbeitersohn für sich (Album)
- 2010: Seelenverwandt (Sinan feat. Kool Savas, Ercandize & Moe Mitchell) ---> Ein Arbeitersohn für sich (Album)
- 2010: Welcome Home (Curse & Kool Savas) ---> Bis aufs Blut: Brüder auf Bewährung (Soundtrack)
- 2010: Laas Man Standing (Laas Unltd. feat. Kool Savas) ---> Backpack Inferno (Album)
- 2010: Sprengsätze (Phreaky Flave feat. Kool Savas) ---> Flaver Lishuz Crack Vol. 2 - Die M8 des Wortes (Mixtape)
- 2010: Lets go (Laas Unltd. feat. Kool Savas) ---> Begins (Album)
- 2011: Musik (Kool Savas, Ercandize & Vega) ---> Kopfnoten (Mixtape)
- 2011: Noch eine Nacht (Phreaky Flave feat. Kool Savas) ---> Die M8 des Wortes (Album)
- 2012: Was bist du (Alpa Gun feat. Kool Savas) ---> Ehrensache (Album)
- 2012: King (Roughrider of Love vs. Kool Savas feat. Cengiz Khan)
- 2012: Bring it on (Ercandize feat. Kool Savas) ---> Uppercut (Album)
- 2012: Teufel & Killainstinkt (Automatikk feat. Kool Savas) ---> Vermächtnis (Album)
- 2012: Die letzten Mcees (Laas Unltd. feat. Kool Savas) ---> Im Herzen Kind (Album)
- 2012: Wand (Kool Savas & Vega) ---> (Freetrack)
- 2012: Team Blade (Fler feat. Kool Savas) ---> Hinter blauen Augen (Album)
- 2012: Durch den Sturm (Amaris feat. Kool Savas) ---> Strassensoul (Album)
- 2013: Die letzten MCees (Remix) (Laas Unltd. feat. Ercandize, Liquit Walker & Kool Savas) ---> Im Herzen King (EP)
- 2013: Bergkrone (Liquit Walker feat. Kool Savas) ---> Unter Wölfen (Album)

## Album video
- 2003: Der beste Tag meines Lebens DVD
- 2005: One DVD
- 2006: Feuer über Deutschland DVD
- 2008: Tot oder Lebendig Live DVD
- 2009: John Bello Story 2 - Brainwash Edition DVD

### Video musicali
- 2000: King of Rap
- 2000: Fehdehandschuh
- 2001: Neongelb
- 2001: Haus & Boot
- 2002: Till Ab Joe
- 2003: Optik Anthem
- 2003: Der beste Tag meines Lebens
- 2003: Renexekution
- 2004: Die besten Tage sind gezählt
- 2004: Da bin, da bleib
- 2005: Das Urteil
- 2005: Monstershit
- 2005: All 4 One
- 2005: Guck My Man
- 2006: Das ist O.R.
- 2006: Komm mit mir
- 2006: Wie er
- 2007: Tot oder lebendig / Mona Lisa
- 2007: Der Beweis
- 2008: Melodie
- 2008: On Top
- 2008: Krone
- 2008: Feuer
- 2008: Der Beweis 2- Mammut Remix
- 2009: Futurama
- 2009: Rapfilm
- 2009: Brainwash
- 2009: Charisma
- 2010: Futurama United Nations Remix
- 2010: Immer wenn ich rhyme
- 2010: Techno Pilot
- 2010: Rewind
- 2010: Rhythmus meines Lebens
- 2010: Sky is the Limit
- 2010: Stoprocent 2 (feat. Sobota, DonGURALesko, Wall-E, Rytmus, Bigz)
- 2011: Schritte vor der Tür
- 2011: Optimale Nutzung unserer Ressourcen
- 2011: Aura
- 2011: Nichts bleibt mehr (feat. Scala & Kolacny Brothers)
- 2012: Und dann kam Essah
- 2012: Allstar Track (con die Liga der außergewöhnlichen Mcees)
- 2012: Nie mehr gehn
- 2012: Schau nicht mehr zurück (con Xavier Naidoo)
- 2012: Wage es zu glauben (con Xavier Naidoo)